# Cerro Porteño
Club Cerro Porteño – paragwajski klub piłkarski z dzielnicy Barrio Obrero w Asunción.

## Osiągnięcia
- Mistrz Paragwaju (32): 1913, 1915, 1918, 1919, 1935, 1939, 1940, 1941, 1944, 1950, 1954, 1961, 1963, 1966, 1970, 1972, 1973, 1974, 1977, 1987, 1990, 1992, 1994, 1996, 2001, 2004, 2005, 2009 Apertura, 2012 Apertura, 2013 Clausura, 2015 Apertura, 2017 Clausura 2021

## Historia
Klub został założony 1 października 1912 przez Susanę Nuñez wraz z grupą młodych ludzi podekscytowanych faktem założenia nowego klubu. W owym czasie Paragwaj był nękany niestabilnością polityczną wynikającą z rywalizacji dwóch czołowych partii: Partii Colorado i Partii Liberalnej. Z tego powodu założyciele klubu postanowili zastosować w strojach klubowych kolory obydwu rywalizujących ugrupowań (czerwony był kolorem Colorado, a niebieski liberałów). Ma to symbolizować jedność i przyjaźń Paragwajczyków.
Cerro Porteño jest znany jako el club del pueblo czyli klub ludu z racji tego, że większość jego zwolenników pochodzi z uboższych warstw społeczeństwa, w przeciwieństwie do Olimpii, którego kibice pochodzą z wyższych warstw. Z tego powodu klub ma najwięcej kibiców w całym Paragwaju.
Klub szczyci się tym, że w 1935 roku został pierwszym w historii zawodowym mistrzem Paragwaju.

## Skład na sezon 2013/2014

### Bramkarze
- 1.  Roberto Junior Fernández
- 12.  Carlos Gamarra Montanía
- 25.  Pablo Gavilán
- Diego Barreto

### Obrońcy
- 2.  César Benítez
- 4.  Danilo Ortiz
- 5.  Matias Corujo
- 11.  Carlos Bonet
- 13.  Víctor Mareco
- 15.  Luis Cardozo
- 28.  Junior Alonso
- 29.  Teodoro Paredes

### Pomocnicy
- 6.  William Candia
- 10.  Julio dos Santos
- 14.  Edison Torres
- 16.  Fidencio Oviedo
- 17.  Francisco García
- 20.  Diego Godoy
- 23.  Iván Torres
- 26.  Óscar Romero
- 31.  Miguel Almirón

### Napastnicy
- 7.  Guillermo Beltrán
- 9.  José Ortigoza
- 21.  Daniel Güiza
- 27.  Ángel Romero Villamayor